# Tim Crosbie
Tim Crosbie (auch  Tom Crosbie) ist ein Filmtechniker für visuelle Effekte, der bei der Oscarverleihung 2015 für seine Arbeit bei X-Men: Zukunft ist Vergangenheit zusammen mit Richard Stammers, Lou Pecora und Cameron Waldbauer für den Oscar in der Kategorie  Beste visuelle Effekte nominiert war. Crosbie begann seine Arbeit Mitte der 1995er Jahre im Bereich des Compositing bei DFilm, wechselte dann zu Weta Digital und 2002 zu Rising Sun Pictures im australischen Sydney. Er war seit Beginn seiner Karriere an rund 30 Film- und Fernsehproduktionen beteiligt.

## Filmografie
- 1995: The Serial Killers (Fernseh-Dokumentarserie)
- 1998: Hinter dem Horizont (What Dreams May Come)
- 1998: Dark City
- 1999: Siam Sunset – Unverhofft kommt oft
- 1999: Two Hands
- 1999: Matrix (The Matrix)
- 2000: Witzige Leute (Sample People)
- 2001: Der Herr der Ringe: Die Gefährten (The Lord of the Rings: The Fellowship of the Ring)
- 2001: Final Fantasy: Die Mächte in dir (Final Fantasy: The Spirits Within)
- 2002: The Hard Word
- 2003: Paycheck – Die Abrechnung (Paycheck)
- 2003: Der Herr der Ringe: Die Rückkehr des Königs (The Lord of the Rings: The Return of the King)
- 2003: Last Samurai (The Last Samurai)
- 2003: George, der aus dem Dschungel kam 2 (Video/DVD)
- 2003: The Core – Der innere Kern (The Core)
- 2003: Travellers and Magicians
- 2004: Sky Captain and the World of Tomorrow
- 2005: Harry Potter und der Feuerkelch (Harry Potter and the Goblet of Fire)
- 2006: Blood Diamond
- 2006: Superman Returns
- 2007: 28 Weeks Later
- 2008: Love Story 2050
- 2009: Maos letzter Tänzer (Mao’s Last Dancer)
- 2009: Broken Hill
- 2009: Lucky Country
- 2010: The Way Back – Der lange Weg (The Way Back)
- 2012: Prometheus – Dunkle Zeichen (Prometheus)
- 2013: Wolverine: Weg des Kriegers (The Wolverine)
- 2013: Der große Gatsby (The Great Gatsby)
- 2013: Der unglaubliche Burt Wonderstone (The Incredible Burt Wonderstone)
- 2014: Anzac Girls (Fernseh-Mehrteiler)
- 2014: X-Men: Zukunft ist Vergangenheit (X-Men: Days of Future Past)